# غواتشيون
غواتشيون هي مدينة في كوريا الجنوبية، تتبع مقاطعة غيونغي، بلغ عدد سكانها 72٬088 نسمة، في 2010، تبلغ مساحتها 35٬860٬000 متر مربع.

## مدن توأم
المدن التوأم:
- ماكون، جورجيا.

## أعلام
- كم جونغ هي
- كم شن ووك
- جين
- كيم جون